# Glucagón
El glucagón es una hormona proteica de 29 aminoácidos que actúa en el metabolismo de los hidratos de carbono. Tiene un peso molecular de 3485 daltons y fue descubierto en 1923. Esta hormona es sintetizada principalmente por las células alfa del Páncreas. 
Una de las consecuencias de la secreción de glucagón es la disminución de la fructosa-2,6-bisfosfato y el aumento de glucosa nueva generada (gluconeogénesis).
Se usa glucagón recombinante inyectable en los casos de glucosa baja (hipoglucemia) por choque insulínico. La inyección de glucagón eleva el nivel de glucosa en la sangre. El glucagón también se utiliza como antídoto para las intoxicaciones por betabloqueadores.

## Historia
La existencia de glucagón postuló por primera vez en 1923 por John Charles Kimball y Murlin, de la Universidad de Rochester, quienes lo identificaron como un «contaminante» hiperglucémico de los extractos de páncreas.
Lo nombraron glucagón puesto que creían que era un agonista de la glucosa.
Pero no fue sino hasta treinta años después, entre 1953 y 1957, que fue aislado y descrito con su secuencia de aminoácidos por Bromer, Staub, Sinn y Behrens.
Todavía hubo que esperar hasta la década de 1970 para que quedase perfectamente establecido el papel del glucagón en términos fisiológicos y patológicos.

## Estructura
El glucagón es un polipéptido de 29 aminoácidos y tiene una masa molecular de 3485 daltons.

La estructura primaria en aminoácidos del Glucagón, expresada en la notación de tres letras es:
```
NH
2
-
His
-Ser-Gln-Gly-Thr-Phe-Thr-Ser-Asp-Tyr-Ser-Lys-Tyr-Leu-Asp-Ser-
Arg
-Arg-Ala-Gln-Asp-Phe-Val-Gln-Trp-Leu-Met-Asn-
Thr
-COOH
```

En la notación de una letra se representa como:
```
NH
2
-
H
-S-Q-G-T-F-T-S-D-Y-S-K-Y-L-D-S-R-R-A-Q-D-F-V-Q-W-L-M-N-
T
-COOH
```

## Origen
El glucagón se deriva del procesamiento mediante proteo-lisis de una pro-hormona el péptido llamado proglucagón de 160-180 aminoácidos. Se encuentra codificado por el gen llamado pre-pro-glucagón (GCG por sus siglas en inglés) en el cromosoma 2 (humano) en la posición 2q24.2.
El gen del preproglucagón se expresa principalmente en las células α del páncreas, pero también en el cerebro y en las células L del intestino.

## Mecanismo de acción

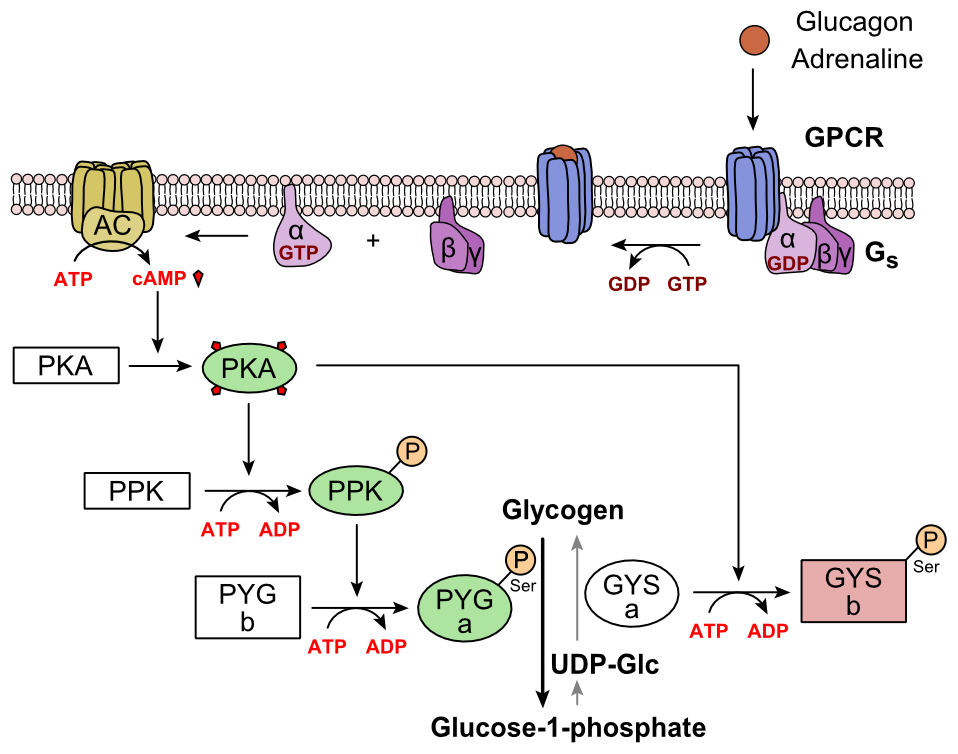
Proceso de activación de la hormona Glucagón.

Cuando el glucagón sintetizado en el páncreas llega al hígado se une a su  receptor específico en la membrana celular de los hepatocitos.

El receptor de glucagón (GL-R o GCG-R) es una proteína de 62 Kilodaltons (kDa) que es miembro de la familia de 
receptores acoplados a proteínas G, de clase B, alfa i y en menor medida alfa q.

El receptor GL-R del hepatocito, que posee siete hélices alfa transmembrana, un N-terminal y tres bucles extracelulares, un C-terminal y tres bucles intracelulares, sufre un cambio conformacional de su dominio citoplasmático. La nueva conformación hará posible que se una a una proteína G (una fosfatasa). 
Entonces la proteína G reemplazará la molécula de GDP que lleva por una de GTP. Esto modificará la proteína liberando su subunidad alpha que desencadena una cascada de reacciones que acabarán con la formación de glucosa. La subunidad alpha activará la adenilato ciclasa a partir de ATP, que lo convertirá en AMPc (AMP cíclico). El AMPc es una molécula común para todas las rutas que señalizan la falta de metabolitos.

El AMPc a su vez se unirá al enzima cinasa A (también proteína quinasa A, o PKA). PKA está involucrada en el metabolismo de lípidos, además del metabolismo de glucógeno y glucosa del que estamos hablando. Al unirse se disociará en dos subunidades la R (reguladora, que mantiene la enzima no funcional) y la C (catalítica). Una vez la subunidad C liberada fosforilizará para activar a la fosforilasaquinasa. A su vez esta fosforilará a la fosforilasa b del glucógeno. La fosforilación activará el enzima (denominada fosforilasa a) la cual ya degrada el polímero de glucógeno (glucógeno lisis). Son liberadas moléculas individuales de glucosa (glucosa-1-fosfato), que podrán ser liberadas a la circulación sanguínea para elevar la glucemia o bien ser utilizadas en la glucólisis del hepatocito para la obtención de energía.

## Función
Es una hormona de estrés. Estimula los procesos catabólicos e inhibe los procesos anabólicos.
Tiene, en el hígado, un efecto hiperglucemiante debido a su potente efecto glucogenolítico (activación del glucógeno fosforilasa e inactivación del glucógeno sintasa).
Desactiva a la piruvato kinasa y estimula la conversión del piruvato en fosfoenolpiruvato (inhibiendo así la glucólisis).
Estimula la captación de aminoácidos por el hígado para incrementar la producción de glucosa. Estimula la gluconeogénesis. También tiene un efecto cetogénico.
Metabólicos
- Induce catabolismo del glucógeno hepático.
- Induce aumento de la gluconeogénesis, con la consiguiente cetogénesis.

Cardiacos
- Efecto beta: inotrópico y cronotrópico positivo, similar al estímulo beta-adrenérgico.

Músculo liso
- Induce relajación intestinal aguda.

Otros
- Induce aumento de las catecolaminas.
- Induce un aumento de la liberación de insulina. Esto permite que las células incorporen el transportador de glucosa (GLUT4) y puedan utilizar la glucosa formada en la gluconeogénesis hepática.

## Regulación
El principal factor regulador es el nivel de glucosa en sangre. Los bajos niveles de glucosa estimulan de forma directa a las células α, acción que se ve inhibida de forma paracrina por la presencia de insulina.
Los aminoácidos también elevan el glucagón, lo cual es importante para evitar una hipoglucemia provocada por una comida rica en proteínas. En presencia de glucosa este efecto es menor.
Los ácidos grasos libres, en humanos, ejercen un efecto inhibidor sobre la secreción de glucagón.
Los péptidos intestinales secretados en respuesta a la ingesta, provocan liberación de glucagón (CCC y gastrina).
Las catecolaminas, la hormona del crecimiento y los glucocorticoides estimulan su secreción, estos últimos de forma directa y de forma indirecta por su acción sobre el incremento de aa en plasma.
La estimulación simpática a través de receptores alfa adrenérgicos estimulan la liberación de glucagón, siendo ésta una de las vías de actuación del estrés. La estimulación vagal y ACh también tienen un efecto estimulador.